# المصرية لإنتاج الإسترنكس

## نشاط الشركة
يتمثل نشاط الشركة في مجال تطوير الصناعات البتروكيماوية التي تتمثل في:
- بوليستيرين للغرض العام أو GPPS - General Purpose Polystyrene : هي مادة شفافة مثل الزجاج ذات لون جميل وذات معالجة وميزات تصنيع سهلة للحقن أو الصب وأي طرق قولبة أخرى بالإضافة إلى ذلك فهي تحتوي على خصائص عزل كهربائي عالية واستقرار جيد البعد.
- بوليستيرين عالي التأثير أو HIPS - High Impact Polystyrene : كوبوليمر من المطاط والستايرين له تأثير عالي وقوة انثناء عالية ويستخدم على نطاق واسع للسلع الصناعية والاستهلاكية .

## المساهمين
يساهم في رأسمال الشركة كل من:-
- المصرية القابضة للبتروكيماويات - المصرية القابضة للبتروكيماويات : 35%
- وزارة المالية المصرية : 20%
- بنك الاستثمار القومي المصري : 20%
- إنبي - الهندسية للصناعات البترولية والكيماوية : 10%
- بتروجيت - المشروعات البترولية والاستشارات الفنية : 15%

## رؤساء الشركة
- طارق جلال.[1]
- أسامة مهدي.[2]
- محمد عبادي.[3]
- سعد محمد هلال.[3]
- محمد الريفي.[4]
- محمد حافظ
- يسري المهداوي
- صفوت بدير